# Шумак, Вячеслав Витальевич
Вячеслав Витальевич Шумак (бел. Вячаслаў Віталевіч Шумак; род. 22 декабря 1988, Брест) — белорусский гандболист, линейный и капитан клуба «Мешков Брест», игрок сборной Белоруссии. Мастер спорта Республики Беларусь международного класса.

## Карьера

### Клубная
Воспитанник брестской школы гандбола, первый тренер — Л. И. Вашкевич. В сентябре 2006 года дебютировал в основном составе БГК имени Мешкова).
В сентябре 2021 года стал капитаном команды.
Шумак — рекордсмен по количеству игр (более 487 матчей) и третий бомбардир (более 955 голов) в истории команды.
В сезоне-2024/25 «Мешков Брест» проиграл в финальной серии чемпионата Беларуси минскому СКА (итог серии - 2:3), уступив золотые медали после 11-летней гегемонии. Спортивно-техническая комиссия Белорусской федерации гандбола оштрафовала Шумака на 10 базовых величин за высказывания в телеэфире по поводу судейства (это запрещено положением о чемпионате) после пятого матча серии.

### В сборной
Вячеслав Шумак выступает за сборную Белоруссии с 2009 года. Участник трёх чемпионатов мира (2013, 2015, 2017).

## Достижения
- Чемпион Белоруссии (11): 2014, 2015, 2016, 2017, 2018, 2019, 2020, 2021, 2022, 2023, 2024.
- Обладатель Кубка Белоруссии: 2009, 2011, 2014, 2015, 2016, 2017.
- Серебряный (2014, 2015) и бронзовый (2017) призёр SEHA-лиги.